# To the Last Man (1933)
To the Last Man is een Amerikaanse western uit 1933 onder regie van Henry Hathaway.

## Verhaal
Vlak na de Amerikaanse Burgeroorlog vindt in Kentucky een moord plaats als gevolg van een jarenlange vete tussen de families Hayden en Colby. Daardoor wordt Jed Colby veroordeeld tot een gevangenisstraf van 15 jaar. De familie Hayden verhuist naar de staat Nevada. Wanneer Jed Colby vrijkomt, heeft hij kwaad in de zin.

## Rolverdeling
| Acteur           | Personage              |
| ---------------- | ---------------------- |
| Randolph Scott   | Lynn Hayden            |
| Esther Ralston   | Ellen Colby            |
| Jack La Rue      | Jim Daggs              |
| Buster Crabbe    | Bill Hayden            |
| Barton MacLane   | Neil Stanley           |
| Noah Beery       | Jed Colby              |
| Gail Patrick     | Ann Hayden Stanley     |
| Egon Brecher     | Mark Hayden            |
| Muriel Kirkland  | Molly Hayden           |
| Fuzzy Knight     | Jeff Morley            |
| James Eagles     | Eli Bruce              |
| Eugenie Besserer | Oma Spelvin            |
| Harlan Knight    | Opa Spelvin            |
| Jay Ward         | Lynn Hayden (als kind) |